# Atromentin
Atromentin är en organisk förening, terfenylkinon, som förekommer naturligt hos svampar av klassen Agaricomycetes: i ordningarna Agaricales, Boletales och Thelephorales. Hos Boletales används atromentin som prekursor för syntes av andra terfenylkinoner och pulvinsyraderivat. Atromentin isolerades första gången av den tyske kemisten Wilhelm Thörner 1878 från Tapinella atrotomentosa.

## Biosyntes
Genom enzymatisk oxidation (L-tyrosin2-oxoglutarat-aminotransferas) av L-tyrosin bildas 4-hydroxifenylpyrodruvsyra (transamineringen omvandlar samtidigt en α-ketoglutarsyra till L-glutaminsyra). Enzymkontrollerad dimerisation (atromentinsyntetas) bildar därpå atromentin från två 4-hydroxifenylpyrodruvsyramolekyler, vilket konsumerar 2 ATP (till AMP).

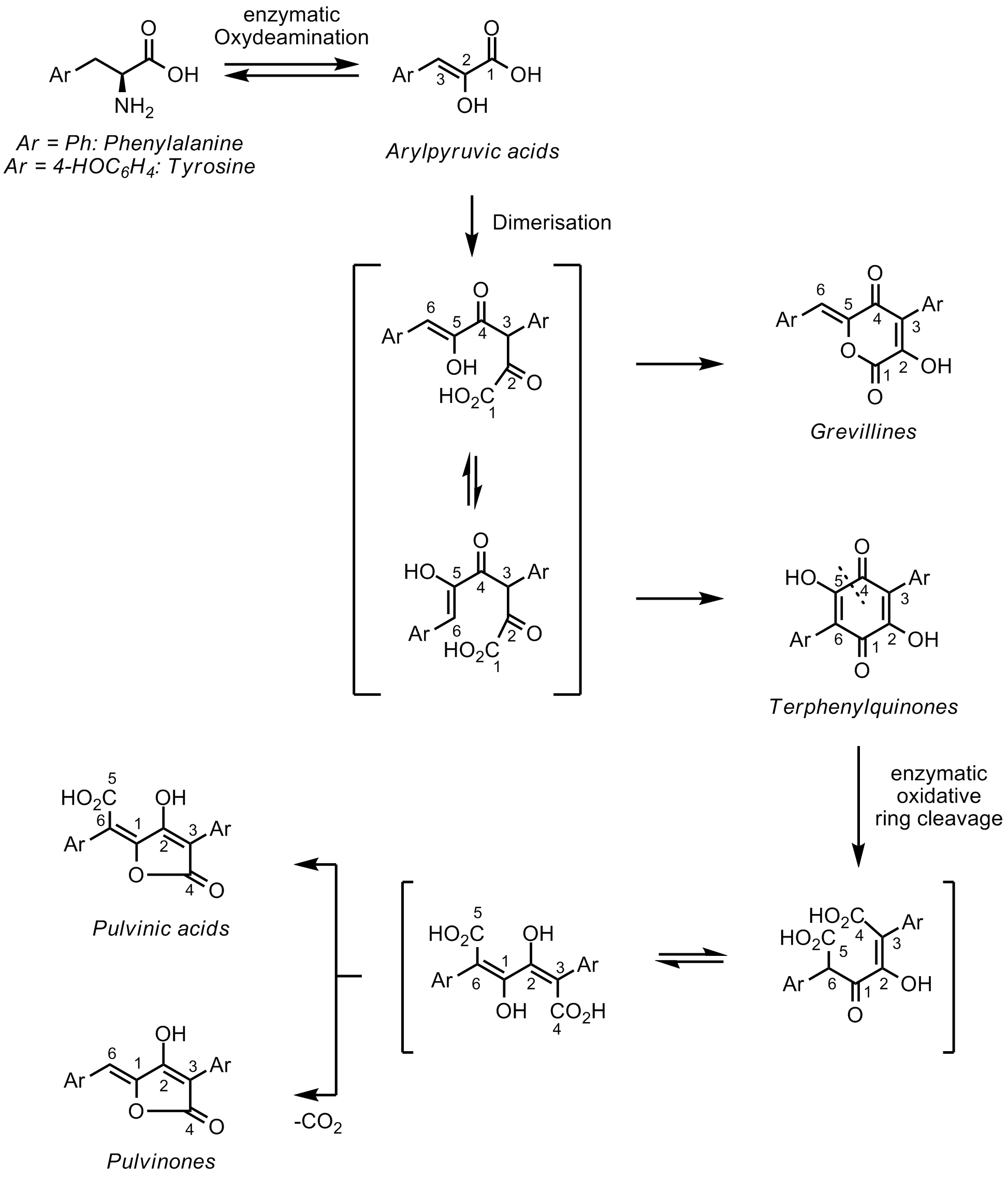
Syntes av atromentin från tyrosin (och vidare till pulvinsyror).
Tyrosin.
4-hydroxifenylpyrodruvsyra.